# Deutschlandsberg
Deutschlandsberg este un oraș în Austria, fiind situat în Districtul Deutschlandsberg.